# Ursula Isler (Tischtennisspielerin)
Ursula „Uschi“ Isler ist eine deutsche Tischtennisspielerin. Sie wurde zweimal deutsche Vizemeisterin im Doppel.
Ursula Isler begann ihre Karriere beim SC Victoria Hamburg, für den sie nach Gründung der Spielklasse 1959 bis zum Abstieg 1961 in der Oberliga Nord spielte. Anschließend wechselte sie zum TTC Rot-Weiß Hamburg, für den sie ebenfalls in der Oberliga Nord spielte. Lokale Erfolge erzielte sie mit Titelgewinnen bei der Hamburger Meisterschaft, wo sie 1962 und 1965 das Einzel gewann und mehrere Titel im Doppel – meist mit Ev-Kathlen Zemke – holte.  Mehrmals nahm sie an Nationalen Deutschen Meisterschaften teil. Hier erreichte sie 1963 und 1966 im Doppel jeweils mit Margrit Siebert das Endspiel.
1966 belegte sie in der deutschen Rangliste Platz neun. Im gleichen Jahr heiratete sie den Tischtennisnationalspieler Rüdiger Reinecke. 1967 ging das Paar vorübergehend nach Rotterdam. Nach einigen Jahren in Helsinki zog man im März 1973 nach Kuala Lumpur.